# Christian Müller (storico)
Christian Müller (Witten, 24 aprile 1976) è uno storico tedesco che vive a Ningbo, in Cina.
Ha conseguito un Master of Studies presso l'Università di Oxford (1999). Tra il 2007 e il 2008 è stato visiting scholar presso il Centre for History and Economics del Magdalene College di Cambridge. Si occupa delle connessioni globali tra Occidente e Asia dal primo periodo moderno al XXI secolo, ponendo l'accento su imperialismo, transnazionalismo, ordini normativi, mobilità del lavoro, scrittura di viaggio, incontri tra civiltà, curiosità e identità.
Müller si è trasferito a Ningbo, in Cina, nell'agosto 2015. È stato professore associato di Storia moderna europea e internazionale presso l'Università di Nottingham Ningbo China (UNNC) (2015-2023). Ha lavorato come direttore della ricerca presso la Scuola di studi internazionali, co-direttore del Centro di studi internazionali avanzati e direttore dell'Istituto globale di studi sulle vie della seta (2018-2023) di questa università. Nel novembre 2018 è stato eletto Fellow della Royal Historical Society. Nel febbraio 2023 è stato licenziato dall'UNNC, dove lavorava dall'agosto 2015, perché nel dicembre 2022 il Ministero dell'Istruzione cinese ha affermato che il suo certificato di dottorato era falso.

## Opere
- (DE) Christian Müller e Edgar Feuchtwanger, Königin Viktoria und ihre Zeit [La Regina Vittoria e i suoi tempi], Muster-Schmidt Verlag, 2004, ISBN 978-378-81-0157-2.
- (EN) Christian Müller e Peter Itzen, The Invention of Industrial Pasts: Heritage, Political Culture and Economic Debates in Great Britain and Germany, 1850–2010, Wissner, 2013, ISBN 978-389-63-9910-6.
- (DE) Christian Müller e Thies Schulze, Grenzüberschreitende Religion: Vergleichs- und Kulturtransferstudien zur neuzeitlichen Geschichte, Vandenhoeck und Ruprecht Verlage, 2014, ISBN 978-3525310212.
- (EN) Christian Müller e Matteo Salonia, Travel Writings on Asia: Curiosity, Identities, and Knowledge across the East, c. 1200 to the Present, Palgrave Macmillan, 2022, ISBN 978-981-19-0123-2.